# Rolands Šmits
Rolands Šmits, né le 25 juin 1995, à Valmiera, en Lettonie, est un joueur letton de basket-ball. Il évolue aux postes d'ailier fort et de pivot.

## Carrière
Šmits fait partie de l'équipe-type des meilleurs jeunes du championnat espagnol lors de la saison 2016-2017 avec le meilleur jeune de la saison, le Slovène Luka Dončić, l'Espagnol Alberto Abalde, le Bulgaro-Chypriote Aleksandar Vezenkov et le Letton Anžejs Pasečņiks,.
Le 18 septembre 2017, il signe un contrat de cinq ans avec le FC Barcelone, mais il est prêté à Fuenlabrada jusqu'en juin 2018.
En juillet 2022, Šmits s'engage pour deux saisons avec le Žalgiris Kaunas, club lituanien participant à l'Euroligue.

## Palmarès
- Meilleur jeune de l'EuroCoupe de basket-ball 2016-2017
- Équipe-type des meilleurs jeunes du championnat d'Espagne : saison 2016-2017
- Vainqueur de la Coupe du Roi 2019, 2021 et 2022
- Champion d'Espagne 2021